# Elaeocarpus integrifolius
Espèce
Statut de conservation UICN

 CR  : 
En danger critique
Elaeocarpus integrifolius est une espèce de plantes de la famille des Elaeocarpaceae. Elle a été décrite par Jean-Baptiste Lamarck en 1788.

## Description
Elaeocarpus integrifolius n'est retrouvée que sur l'île Maurice. Son habitat naturel est les Forêts décidues sèches tropicales et subtropicales. Collectée par Commerson sur l'Isle de France, elle a été décrite par Lamarck en 1788 sous le nom de Elaeocarpus integrifolia avec comme nom vernaculaire Ganitre à feuilles entières,.
Lamarck décrit cette espèce ainsi : Présence de feuilles entières et de fleurs quadrifides. « Les rameaux sont cylindriques, glabres et feuillés vers leur sommet. Les feuilles sont alternes, ovales-oblongues, obtues, entières, un peu coriaces, glabres, & portées sur des pétioles courts. » On note la présence de tubercules glanduleux sur la surface supérieure des feuilles et situés aux bifurcations des nervures. Les feuilles sont présentes sur des grappes simples, axillaires et solitaires. Elles sont un peu plus longues que les feuilles. « Les fleurs ont un calice de quatre folioles lancéolées, pointues, coriaces, un peu concaves ». Elles ont quatre pétales un peu plus longs que le calice et frangés au sommet. Ces fleurs ont une vingtaine d'étamines plus courtes que les pétales, à anthères oblongues, et bifides au sommet. L'ovaire supérieur est à stigmate aigu.
Cette espèce est classée comme étant en danger critique d'extinction. Cette espèce est identifiée dans le Carporama de Robillard sous le n°112.
Plusieurs plantes ont eu le même nom de genre et d'espèce, parmi lesquelles on retrouve Elaeocarpus integrifolius (Blanco 1845) et Elaeocarpus integrifolius (Sieber, ex C. Presl, 1828) mais qui ont , depuis été reclassées respectivement comme Gomphandra luzoniensis et Ochna arborea.

## Taxonomie
Le nom correct complet (avec auteur) de ce taxon est Elaeocarpus integrifolius Lam..